# مكتبة في كل قسم

شعار حركة نشيد المتعلّق بمشروع مكتبة في كلّ قسم

مشروع «مكتبة في كلّ قسم»هو مشروع ثقافي إنساني قامت حركة نشيد الثقافية بإطلاقه سنة 2009 و يجمع بين الرغبة في تحرير المعرفة وتأميمها وبين زرع ثقافة التّطوع لدى النّاشئة. 
ويركّز المشروع مجهوداته طامحا لأن تتوفّر في كامل المدارس الحكومية داخل تراب الجمهورية التونسية مكتبات صغيرة خاصة بكلّ قسم وفيها تكون قصص المطالعة متوفّرة مجّانا ويكون للتلميذ حقّ في مطالعتها بنفس نظام المكاتب العمومية.
ومن جانب ثاني، فإنّ هذه المكتبة التي ستسمح لكلّ تلميذ بالنّفاذ إليها ستكون جاذبة لهؤلاء التلاميذ أنفسهم بإثرائها عبر مدّها بالقصص والكتب والمجلاّت بصفة دورية وكلّما تسنّت الفرصة.

## مراحل المشروع

### المرحلة الأولى:2009
ابتدأت حركة نشيد الثقافية مشروعها بالإعلان عنه والإشهار لدى المدارس الحكومية والجمعيات المحليّة. وأخذ ذلك وقته الكافي لتصل الفكرة إلى المؤسسات المحليّة والجمعيات الثقافية الموجودة بمدن السّاحل التونسي خاصّة مدينة سوسة والمنستير.

### المرحلة الثانية 2009 - 2014
في هذه المرحلة قامت حركة نشيد الثقافية بعدة حملات توزيع قصص سواء بالمدارس أو الأحياء الشعبية وذلك من أجل مزيد التوعية بظرورة تعامل الأطفال مع المعرفة والتّعوّد على الكتاب ولمطالعة. وتواصلت الحملات المنظّة منذ سنة 2009 وحتى سنة 2014 حيث تمّ العزم على البداية الفعلية لهذا المشروع بعد أن أخذ وقتا كافيا للإشهار والتوعية.

### المرحلة الثالثة منذ جانفي 2015
منذ بداية سنة 2015 قامت حركة نشيد القافية بتفعيل المشروع ووضع خطّة تغطية مشروعها عدّة مدارس بداية بالمدارس المحرومة وذلك في سبيل تعميم التّجربة على كامل تراب الجمهورية التونسية.

## مشروع وطني تونسي له طموحات عالميّة شاملة
عندما كان المشروع فكرة، قالت النّاطقة الرسمية باسم حركة نشيد الثقافية أميرة وصيفي كلمة تلخّص الطموحات الإنسانية لهذا المشروع: " نحن نؤمن بالعمل الثافي الجاد والملتزم ونؤمن بالتطوّع، ولكن لن يتحقّق طموحنا حتّى نرى شعار حركة نشيد، تلك الحمامتان تحلّقان فوق مدارس تنزانيا وبلجيكا والهند والمكسيك.. يجب على حمامتي حركتنا أن توصل طموعنا في نشر المعرفة والسلم إلى كلّ طفل في العالم. "
إذن تسعى حركة نشيد الثقافية لتطبيق مشروعها على مستوى محلّي وبعد ذلك ستحاول تطبيقه على مستويات أشمل وخاصة على مستوى وطني ثمّ عالمي. 
ويبقى مشروع حركة نشيد الثقافية حلم واقعيّ فيه الإرادة والإمكانيات القليلة. ولكن كما يرى رئيس حركة نشيد الثقافية فإنّ: الحلم مشروع والإمكانيّات هي التّي ستطوّره. أمّا هذه الإمكانيات فهي رهينة اقتناع أصحاب الفكر والمال وأصحاب السّلطة بالفكرة. أمّا المستفيد فليس الطفل وحده بل المجتمع بأكمله مستفيد من نشر المعرفة لأنّها أشمل وأكبر سلاح بشري ضدّ التّخلّف والتعصّب.

## وصلات خارجية
موقع جريدة صوت الشّعب التونسية : http://www.albadil.org
‌